# Igor Müller (malíř)
Igor Müller (17. listopadu 1967 České Budějovice – 30. prosinec 2014 Kamenný Újezd) byl český malíř a grafik.                                                   

## Život a dílo
Narodil se 17. listopadu 1967 do umělecké a kulturní rodiny. Otec Jiří Müller byl akademickým malířem, matka Colette Müllerová, narozená ve Francii, redakční pracovnicí, překladatelkou a knihovnicí. V letech 1983–1987 studoval v Uherském Hradišti na Střední uměleckoprůmyslové škole u profesora Jana Hanáčka.
Žil a tvořil v Kamenném Újezdu na Českobudějovicku. Věnoval se olejomalbě. Pracoval, jak sám uvedl v pořadu na stanici Vltava, v cyklech. Inspiraci nacházel v přírodě a jeho obrazy byly intuitivní a barevné. Vystavoval společně s jihočeskými výtvarníky, nebo se svým otcem. Byl členem Asociace jihočeských výtvarníků a členem Unie výtvarných umělců. S Asociací jihočeských výtvarníků se zúčastňoval mezinárodních výstav a výstav současného moderního umění Intersalon v Českých Budějovicích. Jeho práce nechyběly na výstavách Vltavotýnských výtvarných dvorků v Týně nad Vltavou.
Jeho obrazy jsou v Alšově jihočeské galerii v Hluboké nad Vltavou, ve Sparkasse Passau v Německu a v soukromých sbírkách v Česku, ve Francii, Německu, Švýcarsku a USA. Zemřel v Kamenném Újezdu 30. prosince 2014, tři měsíce po svém otci.

### Ocenění
- 2002 – Mezinárodní cena umělecké soutěže Junge Kunst – Pasov (Německo)[10]
- 2003 – Cena Unie výtvarných umělců – 7. ročník výstavy Intersalon České Budějovice
- 2007 – Cena Statutárního města České Budějovice – 11. ročník výstavy Intersalon České Budějovice

### Výstavy
- 1996 – Zlatá Koruna, klášter (Igor Müller: Obrazy)
- 1997 – Týn n. Vltavou a České Budějovice (Jiří Müller: kresby  a Igor Müller: obrazy)
- 1998 – 2012 Týn nad Vltavou – Vltavotýnské výtvarné dvorky (Igor Müller: Obrazy)
- 1999 – Galerie Spirála Havířov (s Martinem Kuchařem)
- 1997 – 2007 – Intersalon České Budějovice
- 2000 – Galerie pod Kamennou žábou České Budějovice (Igor Müller)
- 2000 – České Budějovice Wortnerův dům AJG (Jiří Müller, Igor Müller)
- 2003 – Galerie Mas Sezimovo Ústí (Igor Müller)
- 2004 – Galerie Fronta Praha (Vladimír Kafka: Obrazy, Igor Müller: Obrazy)
- 2007 – 2008 – Hluboká nad Vltavou, Alšova jihočeská galerie – (České umění XX. století)
- 2010 – 2011 – Hluboká nad Vltavou, Alšova jihočeská galerie – (Přírůstky do sbírek Alšovy jihočeské galerie)
- 2010 – 2011 – Plzeň, Galerie města (Krajina – Zahrada / The Landscape – The Garden: Malířské reflexe přírodního řádu a harmonie / Painter's reflections of the natural order and harmony)
- 2011 – Praha, Galerie Dolmen (Petr Písařík, Igor Müller: Plus minus jedna)
- 2012 – Týn nad Vltavou – Galerie – (Jiří Müller: Kresby, ilustrace a Igor Müller: Obrazy)
- 2015 – České Budějovice, Wortnerův dům Alšovy jihočeské galerie (Jiří a Igor Müllerovi: Kouzlo rodného kraje)
- 2018 – Týn nad Vltavou, Galerie – (Igor Müller Poslední příroda a ostrov Autonomie)